# Noguerones
Noguerones es una entidad de población española del municipio de Alcaudete, perteneciente a la provincia de Jaén, en la comunidad autónoma de Andalucía.

## Historia
Hacia mediados del siglo XIX, el lugar ya pertenecía a Alcaudete. Aparece descrito en el duodécimo volumen del Diccionario geográfico-estadístico-histórico de España y sus posesiones de Ultramar de Pascual Madoz con las siguientes palabras:

NOGUERONES: pago de huertas y cas. en la prov. de Jaen, part. jud. de Alcalá la Real y térm. jurisdiccional de Alcaudete.
(Madoz, 1849, p. 177)

En 2023, la entidad singular de población tenía empadronados 1014 habitantes y el núcleo de población, mil.